# لابيروس (أين)
لابيروس (بالفرنسية: Lapeyrouse)‏ هي بلدية فرنسية تقع في إقليم الأين في فرنسا. رمز إنسي لها هو:1207. أما الرمز البريدي لها فهو: 1330.